# 1747 en architecture
| Années de l'architecture : 1744 - 1745 - 1746 - 1747 - 1748 - 1749 - 1750    |
| Décennies de l'architecture : 1710 - 1720 - 1730 - 1740 - 1750 - 1760 - 1770 |

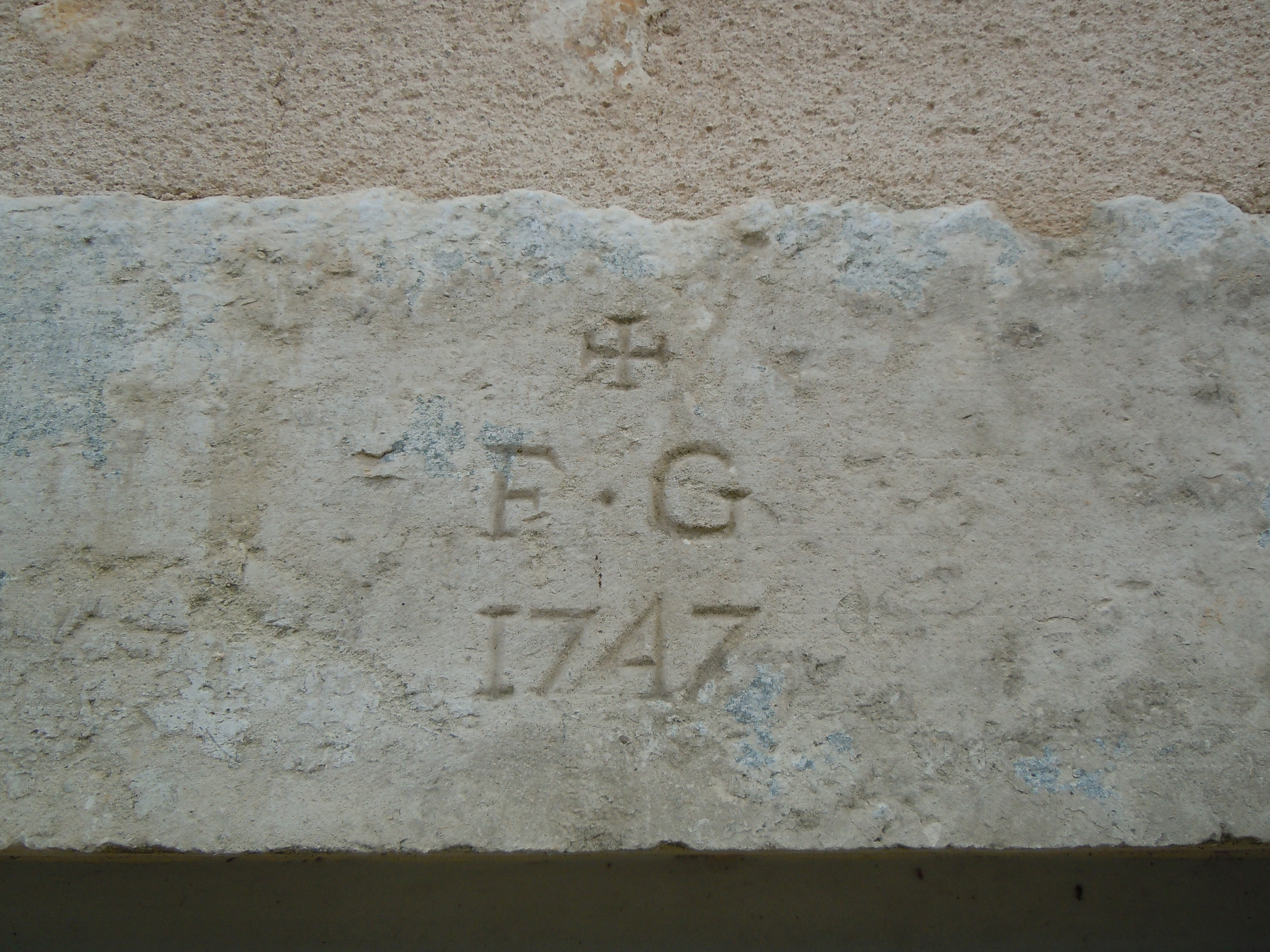
Linteau de porte du presbytère de Lhommaizé

Cet article présente les faits marquants de l'année 1747 en architecture.

## Réalisations
- Le Palais de Sanssouci près de Potsdam est achevé.
- L’architecte Fernando de Casas y Novoa achève la façade principale, dite l’Obradoiro (l’œuvre d’or), de la cathédrale de Saint-Jacques-de-Compostelle, de style churrigueresque.
- Début de la construction de la Cathédrale Sainte-Edwige de Berlin

## Récompenses
- Prix de Rome : Jérôme Charles Bellicard avec comme sujet : « un arc de triomphe de vingt-cinq toises de long dans sa face avec un seul ordre, un attique et un couronnement à volonté ».

## Naissances
- Firmin Perlin (†1783).